# Tinnura
Tinnura (en sard, Tinnura) és un municipi italià, dins de la província d'Oristany. L'any 2007 tenia 272 habitants. Es troba a la regió de Planargia. Limita amb els municipis de Flussio, Sagama i Suni.

## Administració
| Període | Identitat          | Partit        |
| ------- | ------------------ | ------------- |
| 2005-   | Maria Grazia Carta | Llista cívica |